# Ракараму
Ракараму, другое название гилака — ра, буква алфавита телугу,  обозначает альвеолярный дрожащий согласный /r/.
Гунинтам:  ర, రా, రి, రీ, రు, రూ, రె, రే, రై, రొ, రో, రౌ.
Лигатурный вариант написания буквы ракараму ర в письменности телугу называется крарапади, или крара и представляет собой округлое подчёркивание, в некоторых шрифтах может начинаться перед буквой. Примеры:

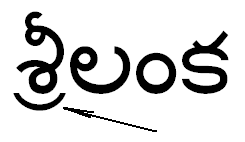
Крарапади в слове Шри-Ланка.

- శ్రీ కృష్ణుడు — Шри Кришна, బ్రహ్మ — Брахма.

Варианты подстрочной буквы "Р" в телугу и каннада:

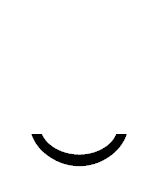
Крарапади (телугу)
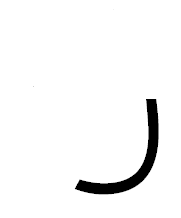
Раотту (каннада)